# Geranomyia albilabris
Geranomyia albilabris är en tvåvingeart som först beskrevs av Edwards 1931.  Geranomyia albilabris ingår i släktet Geranomyia och familjen småharkrankar. Inga underarter finns listade i Catalogue of Life.